# キリアン・マーフィー
キリアン・マーフィー（Cillian Murphy, 1976年5月25日 - ）は、アイルランド出身の俳優。2020年にアイリッシュ・タイムズ紙が彼を史上最も偉大なアイルランド映画俳優の一人に挙げた。
2023年公開の『オッペンハイマー』でアカデミー賞を受賞。アイルランド出身の俳優で初の主演男優賞を受賞した俳優となった。

## 生い立ち
文部省で働く父（ブレンダン・マーフィー）とフランス語教師の母の間にコーク郊外で生まれる。叔父、叔母、祖父も教師。4人兄弟の長男で弟が1人、妹が2人いる。音楽好きの家系で、自身も10歳から演奏や作曲をするようになった。弟と共にいくつかのバンドでギターを弾いていたが、中でもフランク・ザッパに影響され、弟と結成したロックバンドThe Sons of Mr.Green genesはマーフィーがボーカルとギターを務め、レコード会社から契約のオファーが来るほどだった。しかし、当時弟がまだ中等教育にあったことや、契約条件が悪かったことなどから両親が反対、契約に至らなかった。1996年にユニバーシティ・カレッジ・コークで法律を学び始めるが、演劇活動が忙しくなり1年で中退。
英語、ゲール語を操る。フランス語に関しては、2014年のインタヴューで「嘗ては話す事が出来たが、今は違う。(中略)ヴォキャブラリーを忘れてしまった」と語っている。
15年ほどベジタリアンであり続けてきたが、『ピーキー・ブラインダーズ』の役作りのため、肉食を再開した。ベジタリアンを志向したのは狂牛病に感染するのが怖かったからとのこと。その後、2024年のインタビューでは、倫理的な理由と健康上の理由からヴィ―ガンになることを選んだと答えている。

## キャリア
1996年からコークを拠点とした劇団に参加。エンダ・ウォルシュ作の舞台『Disco Pigs』で主役を演じ注目を集める。当初コークのみで3週間の上演予定だったが、好評を得て最終的にヨーロッパ、カナダ、オーストラリアを股にかけた2年間に及ぶロングランとなった。このツアーのために大学を中退、バンド活動からも離れていった。（しかし大学については「入学してすぐに法律は肌に合わないと感じ、勉強する意欲を失っていた」と語っている）。
1990年代後半～2000年代前半にかけてアイルランドやイギリスの映画、舞台などで活動。
2001年に映画『Disco Pigs』で舞台版と同じ役で出演。これを観たダニー・ボイル監督が『28日後…』の主演にマーフィーを抜擢。この作品がヒットし、国際的に名前が知られるようになった。また、この演技によりエンパイア賞やMTVムービー・アワードにノミネートされた。2003年公開の『コールド マウンテン』でハリウッド作品に初出演。
2005年には主演のスリラー映画『パニック・フライト』、ジョナサン・クレイン / スケアクロウ役で出演した『バットマン ビギンズ』がヒット。また、ニール・ジョーダン監督の『プルートで朝食を』では、トランスジェンダーを演じゴールデングローブ賞 主演男優賞（ミュージカル・コメディ部門）にノミネートされた。翌年公開の『麦の穂をゆらす風』（ケン・ローチ監督、カンヌ国際映画祭パルム・ドール受賞作）では、アイルランド独立戦争・アイルランド内戦によって運命を狂わされてゆく青年を演じ、高い評価を得た。

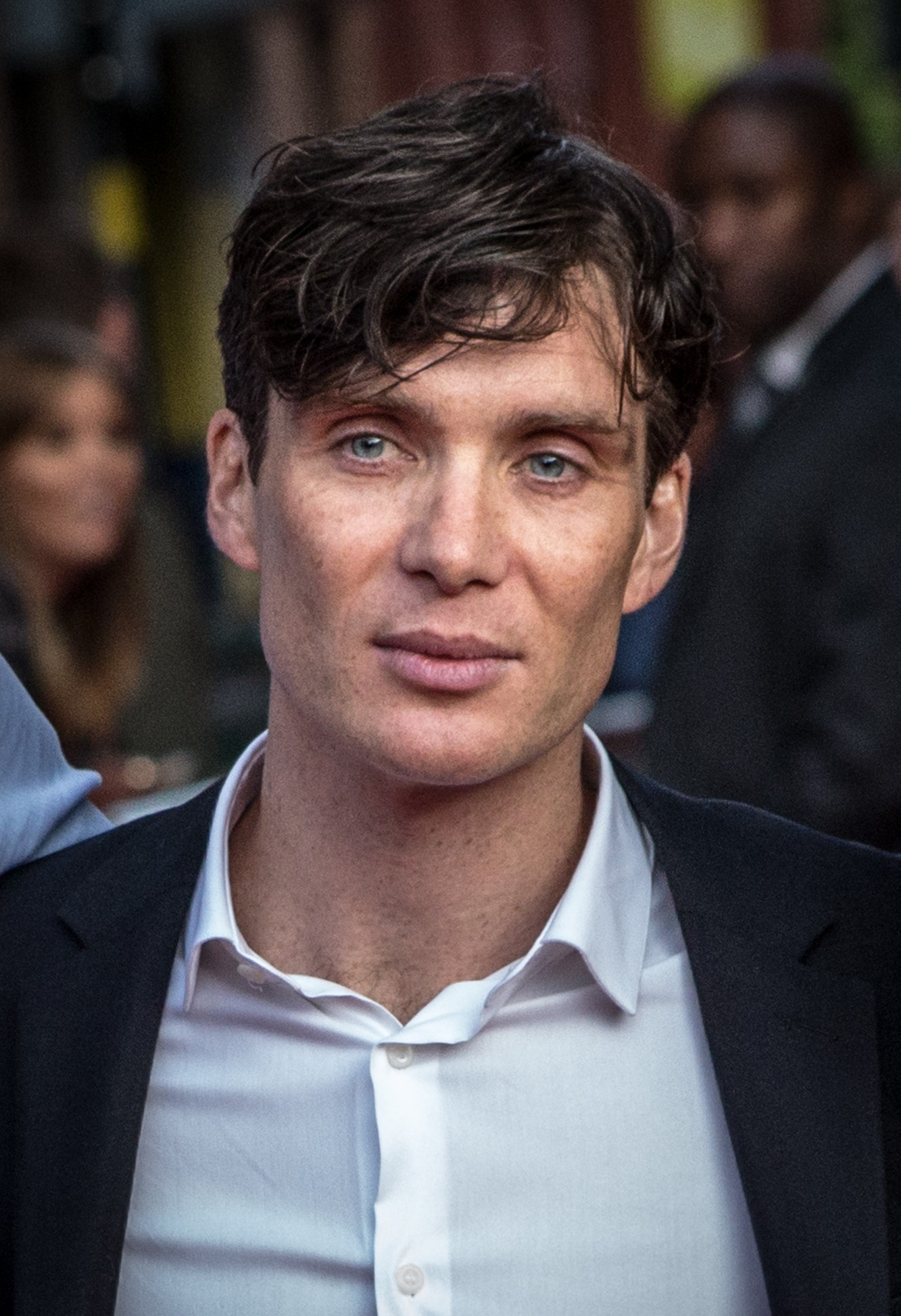
『ピーキー・ブラインダーズ』第2シーズンのプレミアでのキリアン・マーフィー（2014年）

2013年から2022年までBBCのテレビシリーズ『ピーキー・ブラインダーズ』にて主人公のトーマス・シェルビーを演じており、同作はシーズン6まで制作された。2024年現在続編となる映画版の企画が進行中である。
2023年、クリストファー・ノーラン監督の『オッペンハイマー』にタイトルロールの主人公であるJ・ロバート・オッペンハイマー役で出演。ノーラン作品にはこれまで幾度となく脇役として出演しており、この作品が満を持しての主演としての参加となった。この作品の演技で自身初となるアカデミー賞候補の指名を受け、2024年3月10日に行われた第96回アカデミー賞授賞式では主演男優賞を受賞した。また他にも英国アカデミー賞の主演男優賞、全米映画俳優組合賞の主演男優賞、ゴールデングローブ賞の主演男優賞（ドラマ部門）等多くの賞を受賞している。

### エピソード
- プライベートを明かさない[5]。また、スタイリストやアシスタントも雇っていない[5]。

- セレブリティな場が苦手で、2010年までトーク番組に一切出演しなかった[15]。

- 『バットマン ビギンズ』では、当初バットマン役のオーディションを受けていた。落選したもののクリストファー・ノーラン監督に気に入られ、スケアクロウ役に抜擢された。ノーランは「彼はとても魅力的で稀有な眼を持っていて、僕はジョナサン・クレインが眼鏡を外しクローズアップするシーンを入れようと必死だった」と語っている[16]。

- 演技イメージが定着されるタイプキャストを望んでおらず、こと2005年には悪役で出演した『バットマン ビギンズ』『パニックフライト』の2作品が大ヒットしたことなどから、今後悪役を演じるのは遠慮したいと語っている[17]。

- 今後演じてみたい役柄について、ウェスタンカウボーイ（子供の頃、父親と一緒にジョン・ウェインの西部劇を楽しんだ思い出から）、ジャズミュージシャンのチェット・ベイカーを挙げている[18]。

## 私生活
2004年の夏にフランス・プロヴァンスにて、1996年にバンド活動をしていた頃に知り合ったアーティストのイボンヌ・マクギネス（Yvonne McGuinness）と結婚。2005年に長男のMalachy、2007年に次男のCarrickが誕生。
俳優になった今でも、音楽は未だに人生の一部として欠かせない存在で、現在も趣味で曲作りをしたり、友人らと共に演奏したりしている。俳優業とミュージシャンの仕事を両立する著名人もいるが、マーフィーは新たにバンド活動を始める予定はないとしている。
以前はカトリック教徒だったが、現在は無神論者であると言われている。

### 交友関係
同じアイルランド出身のコリン・ファレルやリーアム・ニーソンと親しく、マーフィーが有名になる以前から親交がある。

## 出演作品
※役名の太字表記は主演。

### 映画
| 公開年 | 題名                                                      | 役名                                | 備考                                                                   | 吹き替え                                              |
| ------ | --------------------------------------------------------- | ----------------------------------- | ---------------------------------------------------------------------- | ----------------------------------------------------- |
| 1999   | Sunburn                                                   | ダヴィン                            |                                                                        |                                                       |
| 1999   | ザ・トレンチ（塹壕） The Trench                           | ラグ・ロックウッド                  |                                                                        |                                                       |
| 2001   | オン・エッジ 19歳のカルテ On the Edge                     | ジョナサン・ブリーチ                | 日本劇場未公開                                                         | 竹若拓磨                                              |
| 2001   | How Harry Became a Tree                                   | ガス                                |                                                                        |                                                       |
| 2001   | Disco Pigs                                                | ダーレン / ピッグ                   |                                                                        |                                                       |
| 2002   | 28日後... 28 Days Later...                                | ジム                                | 三木眞一郎                                                             |                                                       |
| 2003   | Zonad                                                     | ガイ・ヘンドリクソン                | クレジットなし                                                         | （吹き替え版なし）                                    |
| 2003   | ダブリン上等! Intermission                                | ジョン                              |                                                                        |                                                       |
| 2003   | 真珠の耳飾りの少女 Girl with a Pearl Earring              | ピーター                            | 中國卓郎                                                               |                                                       |
| 2003   | コールド マウンテン Cold Mountain                         | バードルフ                          | 川島得愛（ソフト版） 滝知史（テレビ東京版） 不明（Netflix版）          |                                                       |
| 2005   | バットマン ビギンズ Batman Begins                         | ジョナサン・クレイン / スケアクロウ | 遊佐浩二（劇場公開版） 関俊彦（日本テレビ版） 内田夕夜（フジテレビ版） |                                                       |
| 2005   | パニック・フライト Red Eye                                | ジャクソン・リップナー              | 日本劇場未公開                                                         | 遊佐浩二                                              |
| 2005   | プルートで朝食を Breakfast on Pluto                       | パトリック・“キトゥン”・ブレイデン  |                                                                        | 内田夕夜                                              |
| 2006   | 麦の穂をゆらす風 The Wind That Shakes the Barley          | デミアン・オドノヴァン              |                                                                        | 内田夕夜                                              |
| 2007   | サンシャイン 2057 Sunshine                                | ロバート・キャパ                    | 田中実                                                                 |                                                       |
| 2007   | Watching the Detectives                                   | ネル                                | N/A                                                                    |                                                       |
| 2008   | ダークナイト The Dark Knight                              | ジョナサン・クレイン / スケアクロウ | 遊佐浩二（ソフト版） 諏訪部順一（テレビ朝日版）                        |                                                       |
| 2008   | ザ・エッジ・オブ・ウォー 戦火の愛 The Edge of Love        | ウィリアム・キリック                | 日本劇場未公開                                                         | （吹き替え版なし）                                    |
| 2008   | Wave Riders                                               | ナレーター                          | 声の出演                                                               | N/A                                                   |
| 2009   | Perrier's Bounty                                          | マイケル・マクリー                  |                                                                        | N/A                                                   |
| 2010   | サイコ リバース Peacock                                   | ジョン・スキルパ / エマ             | 日本劇場未公開                                                         | （吹き替え版なし）                                    |
| 2010   | Hippie Hippie Shake                                       | リチャード・ネヴィル                |                                                                        | N/A                                                   |
| 2010   | インセプション Inception                                  | ロバート・フィッシャー              | 三木眞一郎（劇場公開版） 小山力也（テレビ朝日版）                      |                                                       |
| 2010   | トロン: レガシー Tron: Legacy                             | エドワード・デリンジャー            | カメオ出演                                                             | 土田大                                                |
| 2011   | リトリート・アイランド Retreat                            | マーティン                          | 日本劇場未公開                                                         | （吹き替え版なし）                                    |
| 2011   | TIME/タイム In Time                                       | タイムキーパー・レオン              |                                                                        | 内田夕夜（劇場公開版） 加瀬康之（スターチャンネル版） |
| 2012   | レッド・ライト Red Lights                                 | トム・バックリー博士                | 桐本琢也                                                               |                                                       |
| 2012   | ブロークン Broken                                         | マイク・キールナン                  | 日本劇場未公開                                                         | （吹き替え版なし）                                    |
| 2012   | ダークナイト ライジング The Dark Knight Rises             | ジョナサン・クレイン                |                                                                        | 遊佐浩二                                              |
| 2014   | Aloft                                                     | アイヴァン                          | N/A                                                                    |                                                       |
| 2014   | トランセンデンス Transcendence                            | ドナルド・ブキャナン捜査官          | 鈴木正和                                                               |                                                       |
| 2015   | 白鯨との闘い In the Heart of the Sea                      | マシュー・ジョイ                    | 高橋広樹                                                               |                                                       |
| 2016   | ハイドリヒを撃て!「ナチの野獣」暗殺作戦 Anthropoid        | ヨゼフ・ガプチーク曹長              | 内田夕夜                                                               |                                                       |
| 2016   | フリー・ファイヤー Free Fire                              | クリス                              | 内田夕夜                                                               |                                                       |
| 2017   | サリー・ポッターのパーティー The Party                    | トム                                | 日本劇場未公開                                                         | （吹き替え版なし）                                    |
| 2017   | ダンケルク Dunkirk                                        | 謎の英国兵                          |                                                                        | 内田夕夜                                              |
| 2018   | The Delinquent Season                                     | ジム                                | N/A                                                                    |                                                       |
| 2019   | ANNA/アナ Anna                                            | レナード・ミラー                    | 津田健次郎                                                             |                                                       |
| 2020   | クワイエット・プレイス 破られた沈黙 A Quiet Place Part II | エメット                            | 内田夕夜                                                               |                                                       |
| 2023   | ケンスケの王国 Kensuke's Kingdom                          | 父親                                | 声の出演                                                               | TBA                                                   |
| 2023   | オッペンハイマー Oppenheimer                              | J・ロバート・オッペンハイマー       |                                                                        | 内田夕夜                                              |
| 2024   | Small Things Like These                                   | ビル・ファーロング                  | 兼製作                                                                 | TBA                                                   |
| 2025   | 28年後... 28 Years Latter                                 | N/A                                 | 製作総指揮                                                             | N/A                                                   |
| 2026   | 28 Years Later: The Bone Temple                           | ジム                                |                                                                        | TBA                                                   |
| TBA    | Steve                                                     | スティーヴ                          | 兼製作                                                                 | TBA                                                   |
| TBA    | Blood Runs Coal                                           | チップ・ヤブロンスキ                |                                                                        | TBA                                                   |

#### テレビ映画
| 年   | 題名                                      | 役名                 |
| ---- | ----------------------------------------- | -------------------- |
| 1998 | 女性大使の闘い The Tale of Sweety Barrett | バット・ザ・バーマン |

#### WEB配信映画
| 年   | 題名             | 役名                 | 配信局  | 備考   |
| ---- | ---------------- | -------------------- | ------- | ------ |
| 2025 | スティーヴ Steve | スティーヴ           | Netflix |        |
| TBA  | The Immortal Man | トーマス・シェルビー | Netflix | 兼製作 |

### 短編映画
| 年   | 題名            | 役名                       |
| ---- | --------------- | -------------------------- |
| 1997 | Quando          | パット                     |
| 1999 | At Death's Door | グリム・リーパー・ジュニア |

### テレビ
| 放映年    | 題名                                    | 役名                 | 備考                    | 吹き替え |
| --------- | --------------------------------------- | -------------------- | ----------------------- | -------- |
| 2001      | The Way We Live Now                     | Paul Montague        | 計4話出演               | N/A      |
| 2013-2022 | ピーキー・ブラインダーズ Peaky Blinders | トーマス・シェルビー | 計36話出演 兼製作総指揮 | 内田夕夜 |
| 2015      | Atlantic: The Wildest Ocean on Earth    | ナレーター           | 計3話出演               | N/A      |

### 舞台
- 『Disco Pigs』 (1996年-1999年)
- 『空騒ぎ』 Much Ado About Nothing  (1998年)
- 『The Country Boy』 (1999年)
- 『Juno and the Paycock』 (1999年)
- 『The Shape of Things』 (2002年)
- 『かもめ』 The Seagull  (2003年)
- 『The Playboy of the Western World』 (2004年)
- 『Love Song』 (2006年-2007年)
- 『From Galway to Broadway and back again.』 (2010年)
- 『Misterman』 (2011)

## 日本語吹き替え
『プルートで朝食を』以降、内田夕夜が大半の作品で担当しており、マーフィーの吹替声優として定着している。
このほかには、遊佐浩二（『ダークナイト・トリロジー』ソフト版ほか）、三木眞一郎なども複数回、声を当てている。